# Ewa Strömberg
Ewa Strömberg (13 gennaio 1940 – 24 gennaio 2013) è stata un'attrice svedese.

## Biografia
È apparsa in numerosi film svedesi prima di iniziare la sua carriera internazionale, in Germania, dove alla fine degli anni sessanta lavorò col regista Alfred Vohrer. Oggi è ricordata soprattutto per aver partecipato, tra il 1970 e il 1971, ad alcuni film del regista spagnolo Jesús Franco, tra cui il famoso Vampyros Lesbos. Poco dopo si è ritirata.

## Filmografia parziale
- Mördaren - En helt vanlig person, regia di Arne Mattsson (1966)
- Il fantasma di Londra (Der Mönch mit der Peitsche), regia di Alfred Vohrer (1967)
- Il teschio di Londra (Im Banne des Unheimlichen), regia di Alfred Vohrer (1968)
- La guerra per Roma - Seconda parte (Kampf um Rom II - Der Verrat), regia di Robert Siodmak (1968)
- L'uomo dall'occhio di vetro (Der Mann mit dem Glasauge), regia di Alfred Vohrer (1969)
- Vampyros Lesbos, regia di Jesús Franco (1970)
- Sie tötete in Ekstase, regia di Jesús Franco (1970)
- Una Venere senza nome per l'ispettore Forrester (Der Teufel kam aus Akasava), regia di Jesús Franco (1970)
- X312 - Flug zur Hölle, regia di Jesús Franco (1970)
- La venganza del doctor Mabuse, regia di Jesús Franco (1971)